# Trematodon ambiguus
Trematodon ambiguus е вид мъх, принадлежащ към семейство Брухиеви.
Среща се върху глинести или торфенисти влажни почви на места с разредена тревна покривка. Има почти космополитно разпространение.
В България видът е критично застрашен и е включен в Червената книга на България. Среща се във Витоша (местността „Стамболовската гора“) и Родопите (край яз. „Широка поляна“).
В Исландия видът е открит само на две места и е включен в списъка на застрашените видове (EN).
Влияе се отрицателно от засушаване, затопляне, атмосферно замърсяване и др.